# Леопольд Клемент Саксен-Кобург-Готский
Леопольд Клемент Филипп Август Мария Саксен-Кобург-Готский (19 июля 1878, Светы-Антон, Банска-Бистрицкий край — 27 апреля 1916, Вена) — австро-венгерский офицер, предполагаемый наследник состояния дома Кохари. Его гибель в результате убийства-самоубийства повергло в шок королевские дворы Австрии и Германии.

## Биография
Старший ребёнок и единственный сын принца Филиппа Саксен-Кобург-Готского и принцессы Луизы Бельгийской. Единственный наследник состояния, унаследованного семьёй отца от принцессы Марии Антонии Кохари.
Будучи капитаном гусар в Австро-Венгерской армии, в 1907 году на благотворительном базаре принц Леопольд Клемент встретил венку по имени Камилла Рыбицка. Рыбицка была одной из дочерей советника суда и офицера в Венской государственной полиции. В свои двадцать с небольшим лет она вращалась в высшем обществе, но, тем не менее, оставалось простолюдинкой. Вскоре они начали романтические отношения. Рыбицка покинула семейный дом, и они путешествовали по Австро-Венгерской империи, прежде чем обосноваться в своей квартире в Вене.
Рыбицка, однако, не была удовлетворена положением любовницы принца, и потребовала, чтобы он женился на ней. 1 июля 1914 года в Париже принц Леопольд Клемент написал ей письмо, в котором обещал жениться на ней в течение шести месяцев, назвав её единственной своей наследницей и попросив отца выплатить ей 2 миллиона австро-венгерских крон в случае его смерти. После того, как принц Леопольд Клемент был призван сражаться в Первой мировой войне, она настаивала, чтобы он женился на ней перед отъездом. Леопольд Клемент знал, что такой мезальянс лишил бы его состояния, которое он мог унаследовать, потому что его отец не давал разрешение на брак, и что женитьба на Рыбицкой вынудила бы его уйти в отставку из офицерского состава.
Когда её мольбы, интриги и угрозы не смогли устроить её брак с Леопольдом Клементом, ей предложили 4 миллиона австро-венгерских крон в качестве компенсации. 17 октября 1915 года принц вызвал её в свою квартиру на первом этаже в Вене, чтобы попрощаться и подписать чек, но Рыбицка не собиралась брать деньги. Вместо этого она произвела в него пять выстрелов с близкого расстояния, а затем разбила ему об голову бутылку с серной кислотой. После этого она выпустила шестую пулю себе в сердце. Соседи заявляли, что слышали, как он кричал в агонии. Когда пришла полиция, полуголая Рыбицка лежала у кровати мёртвой, но принц на полу был жив и всё ещё кричал. Рыбицка была кремирована в Йене в декабре 1915 года. Потеряв глаз и большую часть плоти на лице, принц Леопольд Клемент умер спустя шесть месяцев. Его останки были похоронены в церкви Святого Августина в Кобурге.
После смерти своего единственного сына принц Филипп завещал всё своё состояние своему внучатому племяннику принцу Филиппу. Смерть принца Леопольда Клемента и Камиллы Рыбицкой потрясла королевские дворы Австрии и Германии. Они напомнили об Майерлингской трагедии 1889 года, убийстве-самоубийстве с участием наследного принца Рудольфа Австрийского, дяди принца Леопольда Клемента по материнской линии, и его любовницы баронессы Марии фон Вечера.

## Награды
- Кавалер большого креста Ордена Саксен-Эрнестинского дома (1896)[9].